# Harrbach
Harrbach ist ein Gemeindeteil der Stadt Gemünden am Main im unterfränkischen Landkreis Main-Spessart in Bayern.

## Geographie
Das Kirchdorf liegt auf 158 m ü. NHN am linken Ufer des Mains. Durch den Ort fließt der namensgebende Harrbach, der auch Harrbacher Graben genannt wird. Das Dorf befindet sich an der Kreisstraße MSP 11 zwischen Kleinwernfeld und Karlburg. Oberhalb von Harrbach befindet sich die Ruine der Alten Burg. Auf der gegenüberliegenden Mainseite verläuft die Main-Spessart-Bahn.

## Geschichte
Harrbach wurde im Jahr 1014 erstmals urkundlich erwähnt. Am 1. Januar 1972 wurde die bis dahin selbstständige Gemeinde Harrbach nach Gemünden am Main eingemeindet.